# قنيمة (قارة)

تعديل مصدري - تعديل

قنيمة هي إحدى قرى عزلة قارة بمديرية قارة التابعة لمحافظة حجة، بلغ تعداد سكانها 840 نسمة حسب تعداد اليمن لعام 2004.